# Dr. Amor
Dr. Amor é uma telenovela argentina produzida pela Pol-ka Producciones e exibida pelo Canal 13 entre 21 de abril de 2003 e 3 de outubro de 2003.

## Elenco
- Arturo Puig - Dr. Mariano Amor
- Lorna Paz - Ángeles García
- Natalia Ramírez - Rosario Vargas
- Segundo Cernadas - Fernando Díaz Amor
- Juan Carlos Mesa - Chesare Micheleto
- Ana María Campoy - Perla Sánchez
- Gino Renni - Francisco Costas
- Silvana Di Lorenzo - Pierina Costas
- Vanessa Robbiano - Susana
- Pedro Saad Vargas - Alberto Domínguez
- Diego Spotorno - Marcelo Vera
- Juana Guarderas - Julia
- Érika Vélez - Liliana Suárez
- Agustina Córdova - Valeria
- Matías del Pozo - Luisito
- Bárbara Nóbile - Marianita Díaz
- Darío Lopilato - Fito